# Canal Villoresi

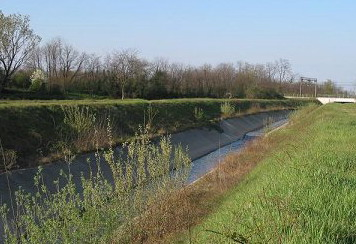
Le canal.

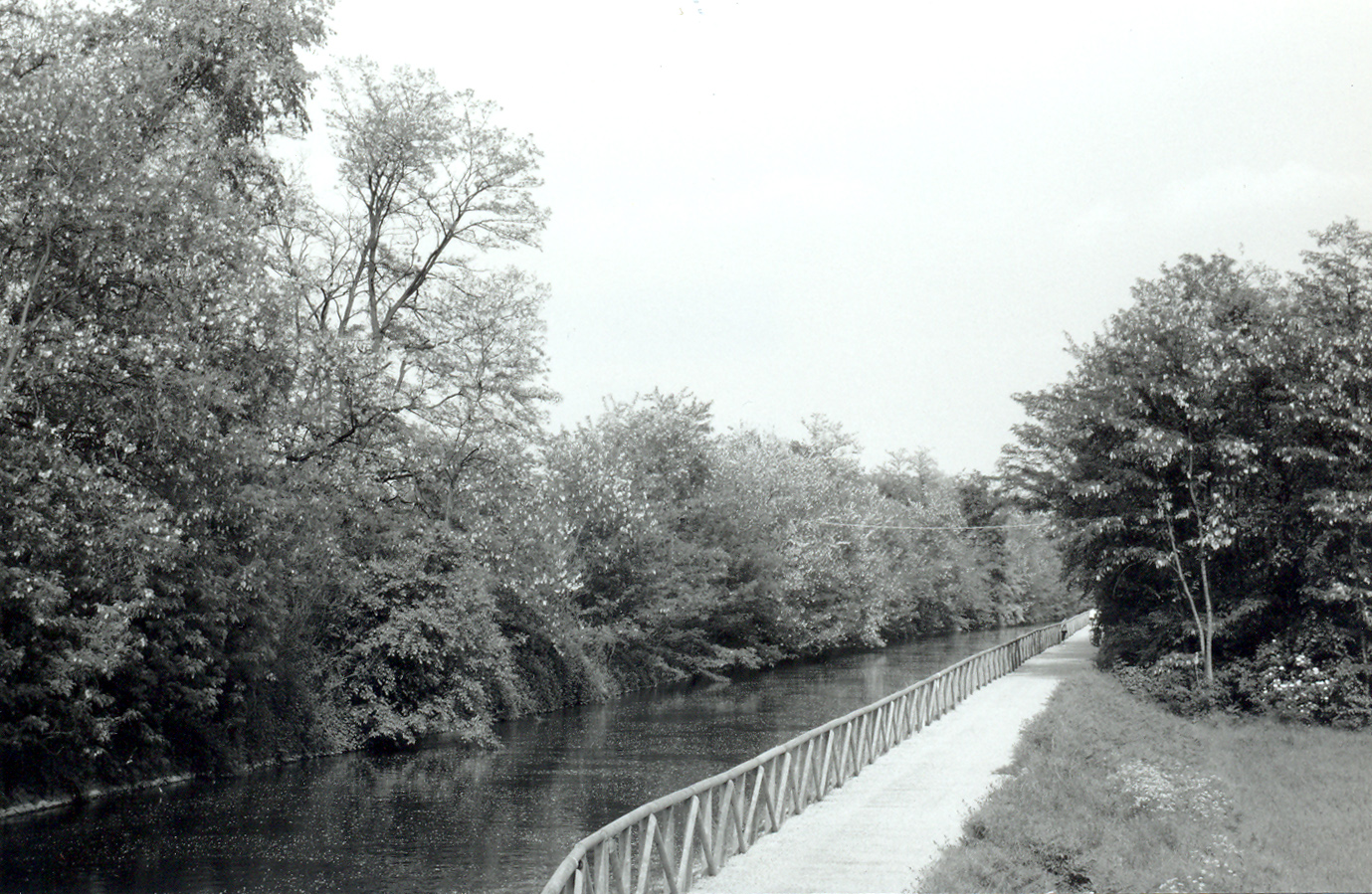
La piste cyclable près de Villastanza de Parabiago.

Le Canal Villoresi est un canal d'irrigation imaginé au XIXe siècle par l'ingénieur lombard Eugenio Villoresi.

## Géographie
Il prend son origine dans le fleuve Tessin, à la digue du Pan Perduto dans la localité de Maddalena, hameau de Somma Lombardo et se jette dans le fleuve Adda après un parcours de 86 km, ce qui en fait le canal artificiel, apte à la navigation, le plus long d’Italie.

## Histoire

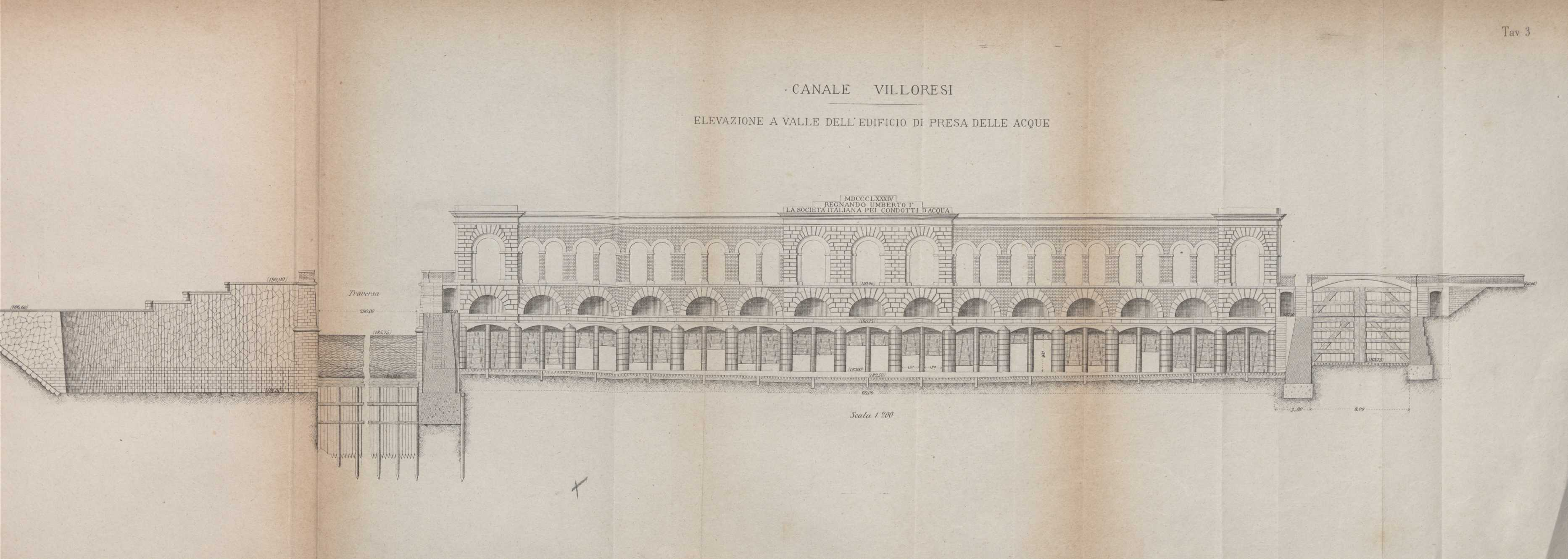
L'élévation de la construction en aval de la sortie des eaux du canal Villoresi de 1887

Les travaux commencés en 1877 seront terminés en 1890. Outre l’irrigation qui est sa principale destinée, la construction de quelques écluses le rend partiellement navigable et accessible aux barques transportant le sable.
Le canal s’étend sur 86 km, pour un territoire total d’environ 85 ha, et avec ses 130 km de ramifications, fournit l’eau d’irrigation à la plaine agricole.

## Parc Supra-communal du Villoresi
Un projet de parc est en cours pour revaloriser l’aspect agricole et naturaliste le long des rives du canal, bordé de forêts et champs cultivés. Le but du parc est la sauvegarde de la faune et de la flore.
Actuellement une piste cyclable longe une partie du canal entre Busto Garolfo et Bollate, début de la ceinture verte qui traverse la Province de Milan et la Province de Monza et de la Brianza.

## Communes traversées
Partant de la commune de Somma Lombardo, traverse le territoire de 3 communes de la province de Varèse et 24 communes localisées au nord du chef-lieu lombard et faisant partie de la province de Milan et de la Province de Monza et de la Brianza.
- Somma Lombardo
- Vizzola Ticino
- Lonate Pozzolo

-- confins Province de Varèse - Province de Milan --
- Nosate
- Castano Primo
- Buscate
- Arconate
- Busto Garolfo
- Parabiago
- Nerviano
- Lainate
- Garbagnate Milanese
- Senago

-- confins Province de Milan - Province de Monza et de la Brianza --
- Limbiate

-- confins Province de Monza et de la Brianza - Province di Milan --
- Paderno Dugnano

-- confins Province de Milan - Province de Monza et de la Brianza  --
- Nova Milanese
- Muggiò
- Monza
- Brugherio
- Agrate Brianza

-- confins Province de Monza et de la Brianza - Province de Milan --
- Cambiago
- Gessate
- Masate
- Basiano
- Trezzano Rosa
- Pozzo d'Adda
- Vaprio d'Adda
- Caponago

## Source
- (it) Cet article est partiellement ou en totalité issu de l’article de Wikipédia en italien intitulé « Canale Villoresi » (voir la liste des auteurs).